# Elvillar/Bilar
Elvillar/Bilar község Spanyolországban, Arabában. Lakosainak száma 319 fő (2024).

## Földrajza
Elvillar/Bilar Laguardia, Kripan és Lanciego/Lantziego községekkel határos.

## Népesség
A település lakosságának változását az alábbi diagram mutatja:
| Lakosok száma | 364  | 373  | 350  | 369  | 361  | 351  | 355  | 333  | 327  | 319  |
|               | 2001 | 2004 | 2006 | 2009 | 2011 | 2014 | 2016 | 2019 | 2021 | 2024 |